# Orkdal
Orkdal là một đô thị hạt Trøndelag, Na Uy. Nó là một phần của khu vực Orkdalen. Trung tâm hành chính của đô thị này là làng Orkanger. Nông nghiệp đóng vai trò quan trọng trong đô thị này. Các Thamshavnbanen đã được sử dụng để vận chuyển quặng từ Løkken vào cảng, và hiện nay là một tuyến đường sắt cũ.
Tên gọi theo tiếng Na Uy cổ là Orkardalr. Yếu tố đầu tiên là trường hợp thuộc cách của tên của Ork sông (nay Orklaelva) và phần tử cuối cùng là dalr có nghĩa là "thung lũng" hoặc "dale".
Huy hiệu có từ thời hiện đại, được cấp ngày 25 tháng năm 1986. Orkdal đã được thành lập như là khu đô thị 01 Tháng 1 năm 1838 (xem formannskapsdistrikt). Orkanger và Orkland đã được tách ra từ Orkdal vào ngày 01 tháng 7 năm 1920, nhưng đó lại sáp nhập với Orkdal ngày 1 tháng 1 năm 1963. Geitastrand được sáp nhập với Orkdal vào cùng ngày.